# 美佳园站
美佳园站位於马来西亚雪兰莪州梳邦再也美佳园，刚好位于梳邦再也市政厅和莎亚南市政厅的边界。本站属于格拉那再也（旧称布特拉轻快铁）的延长线路，于2016年6月30日正式开始营业。

## 车站概要
本站属于格拉那再也线延长线，于2016年6月30日开始运营。车站设有三个入口，分别为北部、南部入口和至布特拉柏兰岭道（Persiaran Putra Perdana）的行人天桥。私家车则只能通过莎亚南美佳园一侧进入车站范围或进入停车换乘停车场。
车站大厅位于一楼，并设有连接设施。验票闸门、自动售票机和服务柜台皆位于此楼。站台层则位于二楼，为岛式结构。